# Сойфертис, Леонид Владимирович
Леонид (Вениамин) Владимирович Сойфе́ртис (14 ноября 1911, Ильинцы — 15 января 1996, Москва) — советский, российский художник, график. Народный художник СССР (1990).

## Биография
Родился 1 (14) ноября 1911 года в еврейском местечке Ильинцы (ныне город в Винницкой области, Украина).
В 1928—1930 годах учился в Харьковском художественном институте (ныне Харьковская государственная академия дизайна и искусств). В 1930 году переехал в Москву. Учился у П. И. Львова, М. C. Родионова, А. А. Радакова. Пользовался советами Д. С. Моора (1930-е).
Автор рисунков в советской периодической печати: карикатурист в газете «Комсомолец Украины» (Харьков, 1929—1931), художник газеты «Комсомольская правда», журналов «Прожектор», «Огонёк», «30 дней», «Смена» (1931—1934).
С 1934 года — постоянный сотрудник журнала «Крокодил».
В годы войны — сотрудник фронтовой газеты, участник обороны Одессы, обороны Севастополя, битвы за Кавказ. Окончил войну в Берлине. С 1960-х годов работал иллюстратором.
Среди произведений журнальные и газетные карикатуры и рисунки на международные и бытовые темы (тушь, акварель): «Один из многих» (1951), «Стиляги» (1961) и др.; станковые рисунки (тушь, кар., акварель, мелки), эстампы (литография, офорт, монотипия): серии «Старая Москва» (1938), «Оборона Севастополя» (1941—1944), «Оборона Кавказа» (1943—1958), «Метро» (1957), «Московские жанры» (1960—80-е), «В годы войны» (1980—1985).
Член-корреспондент АХ СССР (1966). В 1934 году вступил в Союз художников СССР. Член правления МОСХ (1960-е), член Бюро Отделения графики АХ СССР.
Произведения художника находятся в ГТГ, ГРМ, ГМИИ имени А. С. Пушкина, Киевском музее русского искусства.
Скончался 15 января 1996 года в Москве. Похоронен на Кунцевском кладбище (участок 5).

## Фильмография

### Художник
- 1951 — Незабываемый 1919-й год
- 1953 — Вихри враждебные

## Награды и звания
- Заслуженный художник РСФСР (1968)
- Народный художник РСФСР (1982)
- Народный художник СССР (1990)
- Орден Отечественной войны 2-й степени (1985)
- Орден Красной Звезды (1943)
- Медаль «Ветеран труда»
- Медаль «В ознаменование 100-летия со дня рождения Владимира Ильича Ленина»
- Медаль «За оборону Одессы»
- Медаль «За оборону Севастополя»
- Медаль «За оборону Кавказа»
- Медаль «За победу над Германией в Великой Отечественной войне 1941-1945 гг.»
- Медаль «Двадцать лет победы в Великой Отечественной войне 1941-1945 гг.»
- Медаль «Тридцать лет Победы в Великой Отечественной войне 1941-1945 гг.»
- Медаль «Сорок лет Победы в Великой Отечественной войне 1941-1945 гг.»
- Медаль «50 лет Победы в Великой Отечественной войне 1941-1945 гг.»
- Медаль «50 лет Вооружённых Сил СССР»
- Медаль «60 лет Вооружённых Сил СССР»
- Медаль «70 лет Вооружённых Сил СССР»
- Первая премия бьеннале «Юмор в искусстве» (Толентино, Италия, 1969)
- Премия Международной бьеннале рисунка (Анкона, Италия, 1979).